# Diphascon platyungue
Diphascon platyungue är en djurart som tillhör fylumet trögkrypare, och som beskrevs av Pilato, Binda, Bertolani och Oscar Lisi 2005. Diphascon platyungue ingår i släktet Diphascon och familjen Hypsibiidae. Inga underarter finns listade i Catalogue of Life.